# AIK Fotbolls säsong 2010
AIK deltog säsongen 2010 i Allsvenskan, Svenska cupen samt Champions League-kval. I Allsvenskan gjorde AIK en historiskt dålig säsong i egenskap av regerande mästare och var länge inblandade i den allsvenska bottenstriden, men avslutade ligaspelet med att undvika kvalplatsen och slutade på en 11:e plats. 
I Svenska cupen åkte AIK ur i kvartsfinalen mot Helsingborgs IF efter ha förlorat på straffar. I Champions League åkte AIK ur i kvalomgång 3 mot norska Rosenborg BK. AIK fick dock en andra chans till Europaspel i playoff till Europa League, där de dock förlorade mot bulgariska Levski Sofia. Något positivt för AIK var dock att de vann Supercupen 2010.

## Spelartruppen
Källa:
| Nr | Land      | Pos | Namn                       |
| -- | --------- | --- | -------------------------- |
| 2  | Sverige   | F   | Niklas Backman             |
| 3  | Sverige   | F   | Per Karlsson               |
| 4  | Sverige   | F   | Nils-Eric Johansson        |
| 5  | Sverige   | MF  | Robert Åhman Persson       |
| 6  | Sverige   | F   | Walid Atta                 |
| 7  | Island    | MF  | Helgi Daníelsson           |
| 8  | Sverige   | MF  | Daniel Tjernström (kapten) |
| 9  | Kroatien  | A   | Goran Ljubojević           |
| 11 | Brasilien | A   | Antônio Flávio             |
| 13 | Kanada    | MV  | Kyriakos Stamatopoulos     |
| 14 | England   | MF  | Kenny Pavey                |
| 15 | Sverige   | MF  | Kevin Walker               |
| 16 | Sverige   | F   | Martin Lorentzson          |
| 17 | Sverige   | MF  | Saihou Jagne               |

| Nr | Land         | Pos | Namn                                |
| -- | ------------ | --- | ----------------------------------- |
| 18 | Sverige      | MF  | Nicklas Maripuu                     |
| 20 | Sierra Leone | A   | Mohamed Bangura                     |
| 21 | Sverige      | A   | Admir Ćatović                       |
| 22 | Sverige      | MV  | Nicklas Bergh                       |
| 23 | Sverige      | F   | Christoffer Eriksson                |
| 24 | Sverige      | MF  | Daniel Gustavsson (fotbollsspelare) |
| 25 | Etiopien     | MF  | Yussuf Saleh                        |
| 26 | Sverige      | A   | Pontus Engblom                      |
| 27 | Kroatien     | MV  | Ivan Turina                         |
| 28 | Sverige      | MF  | Viktor Lundberg                     |
| 29 | Sverige      | MF  | Gabriel Özkan                       |
| 30 | Liberia      | MF  | Dulee Johnson                       |
| 76 | Sverige      | MV  | Lee Baxter                          |

- AIK tilldelade nummer 1 till deras supportrar år 2009.

### Lämnade under sommaren
| Nr | Land      | Pos | Namn           |
| -- | --------- | --- | -------------- |
| 5  | Argentina | MF  | Jorge Ortiz    |
| 7  | Sverige   | MF  | Bojan Djordjic |
| 9  | Slovenien | A   | Miran Burgič   |

| Nr | Land      | Pos | Namn                   |
| -- | --------- | --- | ---------------------- |
| 10 | Uganda    | MF  | Martin Kayongo-Mutumba |
| 20 | Brasilien | A   | Clécio                 |
| 33 | Uruguay   | MF  | Sebastián Eguren       |

## Intern skytteliga
Avser allsvenskan:
- Mohamed Bangura (6 mål)
- Miran Burgic (5 mål)
- Viktor Lundberg (4 mål)
- Kenny Pavey (4 mål)
- Antônio Flávio (2 mål)
- Dulee Johnson (2 mål)
- Goran Ljubojevic (2 mål)
- Walid Atta (1 mål)
- Kevin Walker (1 mål)

Källa:

## Övergångar

### Spelare in
In
|  | Sverige      | B  | Martin Lorentzson (från Assyriska FF)                                        |
|  | Sverige      | MF | Jacob Ericsson (från Carlstad United till AIK:s samarbetsklubb Väsby United) |
|  | Sverige      | B  | Niklas Backman (från Väsby United)                                           |
|  | Uruguay      | MF | Sebastian Eguren (från Villarreal FC)                                        |
|  | Sverige      | B  | Christoffer Eriksson (från Väsby United)                                     |
|  | Kanada       | MV | Kyriakos Stamatopoulos (från Tromsø IL)                                      |
|  | Kroatien     | MV | Ivan Turina (från NK Dinamo Zagreb)                                          |
|  | Kroatien     | A  | Goran Ljubojević (från NK Dinamo Zagreb)                                     |
|  | Island       | MF | Helgi Valur Danielsson (från Hansa Rostock)                                  |
|  | Sverige      | MF | Robert Åhman Persson (från Malmö FF)                                         |
|  | Sierra Leone | A  | Mohamed Bangura (från IFK Värnamo)                                           |

### Spelare ut
|  | Sverige       | MV | Daniel Örlund (till Rosenborgs BK)                 |
|  | Sverige       | B  | Markus Jonsson (till Panionios)                    |
|  | Argentina     | A  | Iván Óbolo (till Arsenal de Sarandi)               |
|  | Sverige       | A  | Mikael Thorstensson (till Assyriska FF)            |
|  | Nederländerna | B  | Jos Hooiveld (till Celtic FC)                      |
|  | Slovenien     | A  | Miran Burgic (till FC Wacker Innsbruck)            |
|  | Argentina     | MF | Jorge Ortiz (till Arsenal de Sarandi)              |
|  | Sverige       | MF | Bojan Djordjic (till Videoton FC Fehérvár)         |
|  | Sverige       | MF | Martin Kayongo-Mutumba (till Videoton FC Fehérvár) |
|  | Uruguay       | MF | Sebastian Eguren (till Villarreal FC)              |

## Klubben

### Tränarstab
- Huvudtränare: Mikael Stahre (våren), Björn Wesström (sommaren) och Alex Miller (hösten)
- Målvaktstränare: Lee Baxter

### Övrig information
- Ordförande:
- Sportchef: Björn Wesström (tillförordnad)
- Arena: Råsunda (kapacitet: cirka 35 000)

### Ligatabell
Resultat för AIK den allsvenska säsongen 2010.

  
| Nr | Lag                | S  | V  | O  | F  | GM | IM | MS  | P  |
| -- | ------------------ | -- | -- | -- | -- | -- | -- | --- | -- |
| 1  | Malmö FF           | 30 | 21 | 4  | 5  | 59 | 24 | +35 | 67 |
| 2  | Helsingborgs IF    | 30 | 20 | 5  | 5  | 49 | 26 | +23 | 65 |
| 3  | Örebro SK          | 30 | 16 | 4  | 10 | 40 | 30 | +10 | 52 |
| 4  | IF Elfsborg        | 30 | 12 | 11 | 7  | 55 | 40 | +15 | 47 |
| 5  | Trelleborgs FF     | 30 | 13 | 5  | 12 | 39 | 42 | −3  | 44 |
| 6  | Mjällby AIF (U)    | 30 | 11 | 10 | 9  | 36 | 29 | +7  | 43 |
| 7  | IFK Göteborg       | 30 | 10 | 10 | 10 | 42 | 29 | +13 | 40 |
| 8  | BK Häcken          | 30 | 11 | 7  | 12 | 40 | 42 | −2  | 40 |
| 9  | Kalmar FF          | 30 | 10 | 10 | 10 | 36 | 38 | −2  | 40 |
| 10 | Djurgårdens IF     | 30 | 11 | 7  | 12 | 35 | 42 | −7  | 40 |
| 11 | AIK (RM)           | 30 | 10 | 5  | 15 | 29 | 36 | −7  | 35 |
| 12 | Halmstads BK       | 30 | 10 | 5  | 15 | 31 | 42 | −11 | 35 |
| 13 | Gais               | 30 | 8  | 8  | 14 | 24 | 35 | −11 | 32 |
| 14 | Gefle IF           | 30 | 7  | 8  | 15 | 33 | 46 | −13 | 29 |
| 15 | Åtvidabergs FF (U) | 30 | 7  | 8  | 15 | 32 | 51 | −19 | 29 |
| 16 | IF Brommapojkarna  | 30 | 6  | 7  | 17 | 20 | 48 | −28 | 25 |

## Matcher

### Allsvenskan
| 1     | 14 mars 2010 | AIK | 0 – 0           | Mjällby AIF | Råsunda stadion                                                |                                                                |
| 14:30 | 14:30        |     | (0 – 0) Rapport |             | Solna, Sverige Publik: 17 111 Domare: Michael Lerjéus (Skövde) | Solna, Sverige Publik: 17 111 Domare: Michael Lerjéus (Skövde) |
| 14:30 | 14:30        |     |                 |             | Solna, Sverige Publik: 17 111 Domare: Michael Lerjéus (Skövde) | Solna, Sverige Publik: 17 111 Domare: Michael Lerjéus (Skövde) |
| 14:30 | 14:30        |     |                 |             | Solna, Sverige Publik: 17 111 Domare: Michael Lerjéus (Skövde) | Solna, Sverige Publik: 17 111 Domare: Michael Lerjéus (Skövde) |

| 2     | 20 mars 2010 | IF Brommapojkarna | 0 – 0           | AIK | Råsunda stadion                                                     |                                                                     |
| 16:00 | 16:00        |                   | (0 – 0) Rapport |     | Solna, Sverige Publik: 4 304 Domare: Martin Ingvarsson (Hässleholm) | Solna, Sverige Publik: 4 304 Domare: Martin Ingvarsson (Hässleholm) |
| 16:00 | 16:00        |                   |                 |     | Solna, Sverige Publik: 4 304 Domare: Martin Ingvarsson (Hässleholm) | Solna, Sverige Publik: 4 304 Domare: Martin Ingvarsson (Hässleholm) |
| 16:00 | 16:00        |                   |                 |     | Solna, Sverige Publik: 4 304 Domare: Martin Ingvarsson (Hässleholm) | Solna, Sverige Publik: 4 304 Domare: Martin Ingvarsson (Hässleholm) |

| 3     | 29 mars 2010 | GAIS                             | 3 – 1           | AIK      | Gamla Ullevi                                                           |                                                                        |
| 19:00 | 19:00        | Johansson 43′, 59′ Andersson 66′ | (1 – 0) Rapport | 52′ Atta | Göteborg, Sverige Publik: 3 950 Domare: Stefan Johannesson (Stockholm) | Göteborg, Sverige Publik: 3 950 Domare: Stefan Johannesson (Stockholm) |
| 19:00 | 19:00        |                                  |                 |          | Göteborg, Sverige Publik: 3 950 Domare: Stefan Johannesson (Stockholm) | Göteborg, Sverige Publik: 3 950 Domare: Stefan Johannesson (Stockholm) |
| 19:00 | 19:00        |                                  |                 |          | Göteborg, Sverige Publik: 3 950 Domare: Stefan Johannesson (Stockholm) | Göteborg, Sverige Publik: 3 950 Domare: Stefan Johannesson (Stockholm) |

| 4     | 5 april 2010 | AIK | 0 – 1           | Örebro SK | Råsunda stadion                                                 |                                                                 |
| 15:00 | 15:00        |     | (0 – 1) Rapport | 24′ Olsen | Solna, Sverige Publik: 8 921 Domare: Tobias Mattsson (Karlstad) | Solna, Sverige Publik: 8 921 Domare: Tobias Mattsson (Karlstad) |
| 15:00 | 15:00        |     |                 |           | Solna, Sverige Publik: 8 921 Domare: Tobias Mattsson (Karlstad) | Solna, Sverige Publik: 8 921 Domare: Tobias Mattsson (Karlstad) |
| 15:00 | 15:00        |     |                 |           | Solna, Sverige Publik: 8 921 Domare: Tobias Mattsson (Karlstad) | Solna, Sverige Publik: 8 921 Domare: Tobias Mattsson (Karlstad) |

| 5     | 11 april 2010 | Gefle IF   | 1 – 0           | AIK | Strömvallen                                                   |                                                               |
| 15:00 | 15:00         | Gerndt 15′ | (1 – 0) Rapport |     | Gävle, Sverige Publik: 4 233 Domare: Martin Hansson (Holmsjö) | Gävle, Sverige Publik: 4 233 Domare: Martin Hansson (Holmsjö) |
| 15:00 | 15:00         |            |                 |     | Gävle, Sverige Publik: 4 233 Domare: Martin Hansson (Holmsjö) | Gävle, Sverige Publik: 4 233 Domare: Martin Hansson (Holmsjö) |
| 15:00 | 15:00         |            |                 |     | Gävle, Sverige Publik: 4 233 Domare: Martin Hansson (Holmsjö) | Gävle, Sverige Publik: 4 233 Domare: Martin Hansson (Holmsjö) |

| 6     | 14 april 2010 | AIK | 0 – 1           | Halmstads BK   | Råsunda stadion                                                   |                                                                   |
| 19:00 | 19:00         |     | (0 – 0) Rapport | 89′ Saevarsson | Solna, Sverige Publik: 9 588 Domare: Markus Strömbergsson (Gävle) | Solna, Sverige Publik: 9 588 Domare: Markus Strömbergsson (Gävle) |
| 19:00 | 19:00         |     |                 |                | Solna, Sverige Publik: 9 588 Domare: Markus Strömbergsson (Gävle) | Solna, Sverige Publik: 9 588 Domare: Markus Strömbergsson (Gävle) |
| 19:00 | 19:00         |     |                 |                | Solna, Sverige Publik: 9 588 Domare: Markus Strömbergsson (Gävle) | Solna, Sverige Publik: 9 588 Domare: Markus Strömbergsson (Gävle) |

| 7     | 19 april 2010 | Kalmar FF | 0 – 3           | AIK                         | Fredriksskans IP                                               |                                                                |
| 19:00 | 19:00         |           | (0 – 2) Rapport | 31′, 67′ Burgič 47′ Johnson | Kalmar, Sverige Publik: 4 385 Domare: Michael Lerjéus (Skövde) | Kalmar, Sverige Publik: 4 385 Domare: Michael Lerjéus (Skövde) |
| 19:00 | 19:00         |           |                 |                             | Kalmar, Sverige Publik: 4 385 Domare: Michael Lerjéus (Skövde) | Kalmar, Sverige Publik: 4 385 Domare: Michael Lerjéus (Skövde) |
| 19:00 | 19:00         |           |                 |                             | Kalmar, Sverige Publik: 4 385 Domare: Michael Lerjéus (Skövde) | Kalmar, Sverige Publik: 4 385 Domare: Michael Lerjéus (Skövde) |

| 8     | 24 april 2010 | AIK         | 1 – 1           | BK Häcken    | Råsunda stadion                                                |                                                                |
| 16:00 | 16:00         | Johnson 38′ | (1 – 1) Rapport | 45+1′ Chatto | Solna, Sverige Publik: 10 582 Domare: Martin Hansson (Holmsjö) | Solna, Sverige Publik: 10 582 Domare: Martin Hansson (Holmsjö) |
| 16:00 | 16:00         |             |                 |              | Solna, Sverige Publik: 10 582 Domare: Martin Hansson (Holmsjö) | Solna, Sverige Publik: 10 582 Domare: Martin Hansson (Holmsjö) |
| 16:00 | 16:00         |             |                 |              | Solna, Sverige Publik: 10 582 Domare: Martin Hansson (Holmsjö) | Solna, Sverige Publik: 10 582 Domare: Martin Hansson (Holmsjö) |

| 9     | 29 april 2010 | Helsingborgs IF | 1 – 0           | AIK | Olympia                                                                   |                                                                           |
| 19:00 | 19:00         | Lindström 37′   | (1 – 0) Rapport |     | Helsingborg, Sverige Publik: 9 022 Domare: Martin Ingvarsson (Hässleholm) | Helsingborg, Sverige Publik: 9 022 Domare: Martin Ingvarsson (Hässleholm) |
| 19:00 | 19:00         |                 |                 |     | Helsingborg, Sverige Publik: 9 022 Domare: Martin Ingvarsson (Hässleholm) | Helsingborg, Sverige Publik: 9 022 Domare: Martin Ingvarsson (Hässleholm) |
| 19:00 | 19:00         |                 |                 |     | Helsingborg, Sverige Publik: 9 022 Domare: Martin Ingvarsson (Hässleholm) | Helsingborg, Sverige Publik: 9 022 Domare: Martin Ingvarsson (Hässleholm) |

| 10    | 2 maj 2010 | AIK              | 1 – 2           | Djurgårdens IF        | Råsunda stadion                                                      |                                                                      |
| 12:30 | 12:30      | Toivio 2′ (sjm.) | (1 – 1) Rapport | 38′ Perovuo 72′ Oremo | Solna, Sverige Publik: 21 181 Domare: Stefan Johannesson (Stockholm) | Solna, Sverige Publik: 21 181 Domare: Stefan Johannesson (Stockholm) |
| 12:30 | 12:30      |                  |                 |                       | Solna, Sverige Publik: 21 181 Domare: Stefan Johannesson (Stockholm) | Solna, Sverige Publik: 21 181 Domare: Stefan Johannesson (Stockholm) |
| 12:30 | 12:30      |                  |                 |                       | Solna, Sverige Publik: 21 181 Domare: Stefan Johannesson (Stockholm) | Solna, Sverige Publik: 21 181 Domare: Stefan Johannesson (Stockholm) |

| 11    | 6 maj 2010 | IFK Göteborg                            | 4 – 0           | AIK | Gamla Ullevi                                                      |                                                                   |
| 19:00 | 19:00      | Olsson 37′, 52′ Söder 60′ Bjarnason 72′ | (1 – 0) Rapport |     | Göteborg, Sverige Publik: 12 020 Domare: Jonas Eriksson (Sigtuna) | Göteborg, Sverige Publik: 12 020 Domare: Jonas Eriksson (Sigtuna) |
| 19:00 | 19:00      |                                         |                 |     | Göteborg, Sverige Publik: 12 020 Domare: Jonas Eriksson (Sigtuna) | Göteborg, Sverige Publik: 12 020 Domare: Jonas Eriksson (Sigtuna) |
| 19:00 | 19:00      |                                         |                 |     | Göteborg, Sverige Publik: 12 020 Domare: Jonas Eriksson (Sigtuna) | Göteborg, Sverige Publik: 12 020 Domare: Jonas Eriksson (Sigtuna) |

| 12    | 9 maj 2010 | AIK        | 1 – 0           | Trelleborgs FF | Råsunda stadion                                               |                                                               |
| 17:00 | 17:00      | Flávio 34′ | (1 – 0) Rapport |                | Solna, Sverige Publik: 8 659 Domare: Michael Lerjéus (Skövde) | Solna, Sverige Publik: 8 659 Domare: Michael Lerjéus (Skövde) |
| 17:00 | 17:00      |            |                 |                | Solna, Sverige Publik: 8 659 Domare: Michael Lerjéus (Skövde) | Solna, Sverige Publik: 8 659 Domare: Michael Lerjéus (Skövde) |
| 17:00 | 17:00      |            |                 |                | Solna, Sverige Publik: 8 659 Domare: Michael Lerjéus (Skövde) | Solna, Sverige Publik: 8 659 Domare: Michael Lerjéus (Skövde) |

| 13    | 12 maj 2010 | IF Elfsborg                                | 4 – 0           | AIK | Borås Arena                                                   |                                                               |
| 20:00 | 20:00       | Avdic 5′, 55′ (str.) Ericsson 20′ Jawo 63′ | (2 – 0) Rapport |     | Borås, Sverige Publik: 8 132 Domare: Martin Hansson (Holmsjö) | Borås, Sverige Publik: 8 132 Domare: Martin Hansson (Holmsjö) |
| 20:00 | 20:00       |                                            |                 |     | Borås, Sverige Publik: 8 132 Domare: Martin Hansson (Holmsjö) | Borås, Sverige Publik: 8 132 Domare: Martin Hansson (Holmsjö) |
| 20:00 | 20:00       |                                            |                 |     | Borås, Sverige Publik: 8 132 Domare: Martin Hansson (Holmsjö) | Borås, Sverige Publik: 8 132 Domare: Martin Hansson (Holmsjö) |

| 14    | 17 maj 2010 | AIK                                     | 4 – 1           | Åtvidabergs FF | Råsunda stadion                                                  |                                                                  |
| 19:00 | 19:00       | Burgič 4′, 15′, 90′ (str.) Walker 90+3′ | (2 – 0) Rapport | 63′ Roiha      | Solna, Sverige Publik: 21 084 Domare: Sven-Martin Åkesson (Kode) | Solna, Sverige Publik: 21 084 Domare: Sven-Martin Åkesson (Kode) |
| 19:00 | 19:00       |                                         |                 |                | Solna, Sverige Publik: 21 084 Domare: Sven-Martin Åkesson (Kode) | Solna, Sverige Publik: 21 084 Domare: Sven-Martin Åkesson (Kode) |
| 19:00 | 19:00       |                                         |                 |                | Solna, Sverige Publik: 21 084 Domare: Sven-Martin Åkesson (Kode) | Solna, Sverige Publik: 21 084 Domare: Sven-Martin Åkesson (Kode) |

| 15    | 17 juli 2010 | AIK                        | 2 – 0           | Malmö FF | Råsunda stadion                                                |                                                                |
| 16:00 | 16:00        | Pavey 2′ (str.) Flávio 40′ | (2 – 0) Rapport |          | Solna, Sverige Publik: 10 347 Domare: Jonas Eriksson (Sigtuna) | Solna, Sverige Publik: 10 347 Domare: Jonas Eriksson (Sigtuna) |
| 16:00 | 16:00        |                            |                 |          | Solna, Sverige Publik: 10 347 Domare: Jonas Eriksson (Sigtuna) | Solna, Sverige Publik: 10 347 Domare: Jonas Eriksson (Sigtuna) |
| 16:00 | 16:00        |                            |                 |          | Solna, Sverige Publik: 10 347 Domare: Jonas Eriksson (Sigtuna) | Solna, Sverige Publik: 10 347 Domare: Jonas Eriksson (Sigtuna) |

| 16    | 24 juli 2010 | Malmö FF    | 1 – 0           | AIK | Swedbank Stadion                                               |                                                                |
| 16:00 | 16:00        | Mehmeti 41′ | (1 – 0) Rapport |     | Malmö, Sverige Publik: 14 149 Domare: Michael Lerjéus (Skövde) | Malmö, Sverige Publik: 14 149 Domare: Michael Lerjéus (Skövde) |
| 16:00 | 16:00        |             |                 |     | Malmö, Sverige Publik: 14 149 Domare: Michael Lerjéus (Skövde) | Malmö, Sverige Publik: 14 149 Domare: Michael Lerjéus (Skövde) |
| 16:00 | 16:00        |             |                 |     | Malmö, Sverige Publik: 14 149 Domare: Michael Lerjéus (Skövde) | Malmö, Sverige Publik: 14 149 Domare: Michael Lerjéus (Skövde) |

| 17    | 31 juli 2010 | Mjällby AIF | 0 – 0           | AIK | Strandvallen                                                           |                                                                        |
| 16:00 | 16:00        |             | (0 – 0) Rapport |     | Hällevik, Sverige Publik: 6 869 Domare: Daniel Stålhammar (Landskrona) | Hällevik, Sverige Publik: 6 869 Domare: Daniel Stålhammar (Landskrona) |
| 16:00 | 16:00        |             |                 |     | Hällevik, Sverige Publik: 6 869 Domare: Daniel Stålhammar (Landskrona) | Hällevik, Sverige Publik: 6 869 Domare: Daniel Stålhammar (Landskrona) |
| 16:00 | 16:00        |             |                 |     | Hällevik, Sverige Publik: 6 869 Domare: Daniel Stålhammar (Landskrona) | Hällevik, Sverige Publik: 6 869 Domare: Daniel Stålhammar (Landskrona) |

| 18    | 8 augusti 2010 | AIK             | 2 – 1           | IF Brommapojkarna | Råsunda stadion                                                |                                                                |
| 16:30 | 16:30          | Bangura 4′, 90′ | (1 – 1) Rapport | 23′ Piñones-Arce  | Solna, Sverige Publik: 9 818 Domare: Magnus Ahlsén (Linköping) | Solna, Sverige Publik: 9 818 Domare: Magnus Ahlsén (Linköping) |
| 16:30 | 16:30          |                 |                 |                   | Solna, Sverige Publik: 9 818 Domare: Magnus Ahlsén (Linköping) | Solna, Sverige Publik: 9 818 Domare: Magnus Ahlsén (Linköping) |
| 16:30 | 16:30          |                 |                 |                   | Solna, Sverige Publik: 9 818 Domare: Magnus Ahlsén (Linköping) | Solna, Sverige Publik: 9 818 Domare: Magnus Ahlsén (Linköping) |

| 19    | 14 augusti 2010 | AIK              | 1 – 0           | GAIS | Råsunda stadion                                               |                                                               |
| 16:00 | 16:00           | Pavey 87′ (str.) | (0 – 0) Rapport |      | Solna, Sverige Publik: 9 497 Domare: Jonas Eriksson (Sigtuna) | Solna, Sverige Publik: 9 497 Domare: Jonas Eriksson (Sigtuna) |
| 16:00 | 16:00           |                  |                 |      | Solna, Sverige Publik: 9 497 Domare: Jonas Eriksson (Sigtuna) | Solna, Sverige Publik: 9 497 Domare: Jonas Eriksson (Sigtuna) |
| 16:00 | 16:00           |                  |                 |      | Solna, Sverige Publik: 9 497 Domare: Jonas Eriksson (Sigtuna) | Solna, Sverige Publik: 9 497 Domare: Jonas Eriksson (Sigtuna) |

| 20    | 23 augusti 2010 | Örebro SK    | 1 – 0           | AIK | Behrn Arena                                                          |                                                                      |
| 19:00 | 19:00           | Gerzić 90+4′ | (0 – 0) Rapport |     | Örebro, Sverige Publik: 9 678 Domare: Daniel Stålhammar (Landskrona) | Örebro, Sverige Publik: 9 678 Domare: Daniel Stålhammar (Landskrona) |
| 19:00 | 19:00           |              |                 |     | Örebro, Sverige Publik: 9 678 Domare: Daniel Stålhammar (Landskrona) | Örebro, Sverige Publik: 9 678 Domare: Daniel Stålhammar (Landskrona) |
| 19:00 | 19:00           |              |                 |     | Örebro, Sverige Publik: 9 678 Domare: Daniel Stålhammar (Landskrona) | Örebro, Sverige Publik: 9 678 Domare: Daniel Stålhammar (Landskrona) |

| 21    | 29 augusti 2010 | AIK           | 1 – 2           | IFK Göteborg              | Råsunda stadion                                                |                                                                |
| 16:30 | 16:30           | Bangura 90+1′ | (0 – 1) Rapport | 7′ Bjarnason 78′ Bärkroth | Solna, Sverige Publik: 12 465 Domare: Martin Hansson (Holmsjö) | Solna, Sverige Publik: 12 465 Domare: Martin Hansson (Holmsjö) |
| 16:30 | 16:30           |               |                 |                           | Solna, Sverige Publik: 12 465 Domare: Martin Hansson (Holmsjö) | Solna, Sverige Publik: 12 465 Domare: Martin Hansson (Holmsjö) |
| 16:30 | 16:30           |               |                 |                           | Solna, Sverige Publik: 12 465 Domare: Martin Hansson (Holmsjö) | Solna, Sverige Publik: 12 465 Domare: Martin Hansson (Holmsjö) |

| 22    | 11 september 2010 | Trelleborgs FF                       | 4 – 1           | AIK          | Vångavallen                                                        |                                                                    |
| 16:00 | 16:00             | Drugge 9′ Jensen 18′, 20′ Haynes 69′ | (3 – 0) Rapport | 80′ Lundberg | Trelleborg, Sverige Publik: 2 340 Domare: Martin Hansson (Holmsjö) | Trelleborg, Sverige Publik: 2 340 Domare: Martin Hansson (Holmsjö) |
| 16:00 | 16:00             |                                      |                 |              | Trelleborg, Sverige Publik: 2 340 Domare: Martin Hansson (Holmsjö) | Trelleborg, Sverige Publik: 2 340 Domare: Martin Hansson (Holmsjö) |
| 16:00 | 16:00             |                                      |                 |              | Trelleborg, Sverige Publik: 2 340 Domare: Martin Hansson (Holmsjö) | Trelleborg, Sverige Publik: 2 340 Domare: Martin Hansson (Holmsjö) |

| 23    | 18 september 2010 | BK Häcken | 0 – 1           | AIK          | Rambergsvallen                                                     |                                                                    |
| 16:00 | 16:00             |           | (0 – 0) Rapport | 62′ Lundberg | Göteborg, Sverige Publik: 2 383 Domare: Tobias Mattsson (Karlstad) | Göteborg, Sverige Publik: 2 383 Domare: Tobias Mattsson (Karlstad) |
| 16:00 | 16:00             |           |                 |              | Göteborg, Sverige Publik: 2 383 Domare: Tobias Mattsson (Karlstad) | Göteborg, Sverige Publik: 2 383 Domare: Tobias Mattsson (Karlstad) |
| 16:00 | 16:00             |           |                 |              | Göteborg, Sverige Publik: 2 383 Domare: Tobias Mattsson (Karlstad) | Göteborg, Sverige Publik: 2 383 Domare: Tobias Mattsson (Karlstad) |

| 24    | 22 september 2010 | AIK | 0 – 1           | Kalmar FF  | Råsunda stadion                                               |                                                               |
| 19:00 | 19:00             |     | (0 – 0) Rapport | 53′ Mendes | Solna, Sverige Publik: 9 431 Domare: Martin Hansson (Holmsjö) | Solna, Sverige Publik: 9 431 Domare: Martin Hansson (Holmsjö) |
| 19:00 | 19:00             |     |                 |            | Solna, Sverige Publik: 9 431 Domare: Martin Hansson (Holmsjö) | Solna, Sverige Publik: 9 431 Domare: Martin Hansson (Holmsjö) |
| 19:00 | 19:00             |     |                 |            | Solna, Sverige Publik: 9 431 Domare: Martin Hansson (Holmsjö) | Solna, Sverige Publik: 9 431 Domare: Martin Hansson (Holmsjö) |

| 25    | 27 september 2010 | AIK                            | 2 – 3           | Helsingborgs IF                      | Råsunda stadion                                               |                                                               |
| 19:00 | 19:00             | Bangura 18′ Nilsson 77′ (sjm.) | (1 – 1) Rapport | 44′ Sundin 75′ Jönsson 81′ Andersson | Solna, Sverige Publik: 8 078 Domare: Michael Lerjéus (Skövde) | Solna, Sverige Publik: 8 078 Domare: Michael Lerjéus (Skövde) |
| 19:00 | 19:00             |                                |                 |                                      | Solna, Sverige Publik: 8 078 Domare: Michael Lerjéus (Skövde) | Solna, Sverige Publik: 8 078 Domare: Michael Lerjéus (Skövde) |
| 19:00 | 19:00             |                                |                 |                                      | Solna, Sverige Publik: 8 078 Domare: Michael Lerjéus (Skövde) | Solna, Sverige Publik: 8 078 Domare: Michael Lerjéus (Skövde) |

| 26    | 3 oktober 2010 | Djurgårdens IF            | 2 – 1           | AIK      | Råsunda stadion                                                      |                                                                      |
| 16:30 | 16:30          | Igboananike 42′ Touma 47′ | (1 – 1) Rapport | 9′ Pavey | Solna, Sverige Publik: 18 511 Domare: Stefan Johannesson (Stockholm) | Solna, Sverige Publik: 18 511 Domare: Stefan Johannesson (Stockholm) |
| 16:30 | 16:30          |                           |                 |          | Solna, Sverige Publik: 18 511 Domare: Stefan Johannesson (Stockholm) | Solna, Sverige Publik: 18 511 Domare: Stefan Johannesson (Stockholm) |
| 16:30 | 16:30          |                           |                 |          | Solna, Sverige Publik: 18 511 Domare: Stefan Johannesson (Stockholm) | Solna, Sverige Publik: 18 511 Domare: Stefan Johannesson (Stockholm) |

| 27    | 16 oktober 2010 | AIK                        | 2 – 0           | Gefle IF | Råsunda stadion                                                |                                                                |
| 16:00 | 16:00           | Ljubojević 60′ Bangura 75′ | (0 – 0) Rapport |          | Solna, Sverige Publik: 10 449 Domare: Jonas Eriksson (Sigtuna) | Solna, Sverige Publik: 10 449 Domare: Jonas Eriksson (Sigtuna) |
| 16:00 | 16:00           |                            |                 |          | Solna, Sverige Publik: 10 449 Domare: Jonas Eriksson (Sigtuna) | Solna, Sverige Publik: 10 449 Domare: Jonas Eriksson (Sigtuna) |
| 16:00 | 16:00           |                            |                 |          | Solna, Sverige Publik: 10 449 Domare: Jonas Eriksson (Sigtuna) | Solna, Sverige Publik: 10 449 Domare: Jonas Eriksson (Sigtuna) |

| 28    | 25 oktober 2010 | Halmstads BK | 1 – 2           | AIK                           | Örjans Vall                                                      |                                                                  |
| 19:00 | 19:00           | Anselmo 88′  | (0 – 0) Rapport | 64′ Lundberg 69′ (str.) Pavey | Halmstad, Sverige Publik: 4 172 Domare: Martin Hansson (Holmsjö) | Halmstad, Sverige Publik: 4 172 Domare: Martin Hansson (Holmsjö) |
| 19:00 | 19:00           |              |                 |                               | Halmstad, Sverige Publik: 4 172 Domare: Martin Hansson (Holmsjö) | Halmstad, Sverige Publik: 4 172 Domare: Martin Hansson (Holmsjö) |
| 19:00 | 19:00           |              |                 |                               | Halmstad, Sverige Publik: 4 172 Domare: Martin Hansson (Holmsjö) | Halmstad, Sverige Publik: 4 172 Domare: Martin Hansson (Holmsjö) |

| 29    | 31 oktober 2010 | AIK                      | 2 – 0           | IF Elfsborg | Råsunda stadion                                                |                                                                |
| 17:00 | 17:00           | Bangura 50′ Lundberg 75′ | (0 – 0) Rapport |             | Solna, Sverige Publik: 11 670 Domare: Michael Lerjéus (Skövde) | Solna, Sverige Publik: 11 670 Domare: Michael Lerjéus (Skövde) |
| 17:00 | 17:00           |                          |                 |             | Solna, Sverige Publik: 11 670 Domare: Michael Lerjéus (Skövde) | Solna, Sverige Publik: 11 670 Domare: Michael Lerjéus (Skövde) |
| 17:00 | 17:00           |                          |                 |             | Solna, Sverige Publik: 11 670 Domare: Michael Lerjéus (Skövde) | Solna, Sverige Publik: 11 670 Domare: Michael Lerjéus (Skövde) |

| 30    | 7 november 2010 | Åtvidabergs FF | 1 – 1           | AIK            | Kopparvallen                                                       |                                                                    |
| 16:30 | 16:30           | Prodell 75′    | (0 – 0) Rapport | 47′ Ljubojević | Åtvidaberg, Sverige Publik: 5 687 Domare: Martin Hansson (Holmsjö) | Åtvidaberg, Sverige Publik: 5 687 Domare: Martin Hansson (Holmsjö) |
| 16:30 | 16:30           |                |                 |                | Åtvidaberg, Sverige Publik: 5 687 Domare: Martin Hansson (Holmsjö) | Åtvidaberg, Sverige Publik: 5 687 Domare: Martin Hansson (Holmsjö) |
| 16:30 | 16:30           |                |                 |                | Åtvidaberg, Sverige Publik: 5 687 Domare: Martin Hansson (Holmsjö) | Åtvidaberg, Sverige Publik: 5 687 Domare: Martin Hansson (Holmsjö) |

### Svenska cupen
| Omgång 3 | 25 maj 2010 | Östers IF       | 1 – 3 (e.fl.)   | AIK                                   | Värendsvallen                                                       |                                                                     |
| 19:00    | 19:00       | Henningsson 59′ | (0 – 0) Rapport | 61′ Johansson 104′ Özkan 108′ Engblom | Växjö, Sverige Publik: 1 155 Domare: Daniel Stålhammar (Landskrona) | Växjö, Sverige Publik: 1 155 Domare: Daniel Stålhammar (Landskrona) |
| 19:00    | 19:00       |                 |                 |                                       | Växjö, Sverige Publik: 1 155 Domare: Daniel Stålhammar (Landskrona) | Växjö, Sverige Publik: 1 155 Domare: Daniel Stålhammar (Landskrona) |
| 19:00    | 19:00       |                 |                 |                                       | Växjö, Sverige Publik: 1 155 Domare: Daniel Stålhammar (Landskrona) | Växjö, Sverige Publik: 1 155 Domare: Daniel Stålhammar (Landskrona) |

| Omgång 4 | 5 juli 2010 | Ängelholms FF      | 1 – 2 (e.fl.)   | AIK                        | Ängelholms IP                                                           |                                                                         |
| 19:00    | 19:00       | Dahlgren 1′ (str.) | (1 – 0) Rapport | 65′ Lorentzson 120′ Flávio | Ängelholm, Sverige Publik: 1 507 Domare: Martin Ingvarsson (Hässleholm) | Ängelholm, Sverige Publik: 1 507 Domare: Martin Ingvarsson (Hässleholm) |
| 19:00    | 19:00       |                    |                 |                            | Ängelholm, Sverige Publik: 1 507 Domare: Martin Ingvarsson (Hässleholm) | Ängelholm, Sverige Publik: 1 507 Domare: Martin Ingvarsson (Hässleholm) |
| 19:00    | 19:00       |                    |                 |                            | Ängelholm, Sverige Publik: 1 507 Domare: Martin Ingvarsson (Hässleholm) | Ängelholm, Sverige Publik: 1 507 Domare: Martin Ingvarsson (Hässleholm) |

| Kvartsfinal | 9 juli 2010 | AIK                                    | 1 – 1 (e.fl.)              | Helsingborgs IF                             | Råsunda stadion                                                   |                                                                   |
| 17:00       | 17:00       | Ljubojević 33′                         | (1 – 1) Rapport            | 41′ Lindström                               | Solna, Sverige Publik: 5 061 Domare: Martin Strömbergsson (Gävle) | Solna, Sverige Publik: 5 061 Domare: Martin Strömbergsson (Gävle) |
| 17:00       | 17:00       |                                        |                            |                                             | Solna, Sverige Publik: 5 061 Domare: Martin Strömbergsson (Gävle) | Solna, Sverige Publik: 5 061 Domare: Martin Strömbergsson (Gävle) |
| 17:00       | 17:00       | Johansson Daníelsson Pavey Flávio Atta | Straffsparksläggning 4 – 5 | Lindström Nilsson Makondele Gashi Andersson | Solna, Sverige Publik: 5 061 Domare: Martin Strömbergsson (Gävle) | Solna, Sverige Publik: 5 061 Domare: Martin Strömbergsson (Gävle) |

### Supercupen
| Final      | 6 mars 2010 | AIK        | 1 – 0           | IFK Göteborg | Råsunda stadion                                           |                                                           |
| 16:00 CEST | 16:00 CEST  | Flávio 22′ | (1 – 0) Rapport |              | Solna, Sverige Publik: 2 537 Domare: Markus Strömbergsson | Solna, Sverige Publik: 2 537 Domare: Markus Strömbergsson |
| 16:00 CEST | 16:00 CEST  |            |                 |              | Solna, Sverige Publik: 2 537 Domare: Markus Strömbergsson | Solna, Sverige Publik: 2 537 Domare: Markus Strömbergsson |
| 16:00 CEST | 16:00 CEST  |            |                 |              | Solna, Sverige Publik: 2 537 Domare: Markus Strömbergsson | Solna, Sverige Publik: 2 537 Domare: Markus Strömbergsson |

### Champions League-kval

#### Kvalomgång 2
AIK vidare med sammanlagt 1–0.
| Match 1 | 13 juli 2010 | AIK         | 1 – 0           | Jeunesse Esch | Råsunda stadion                                                |                                                                |
| 19:00   | 19:00        | Engblom 57′ | (0 – 0) Rapport |               | Solna, Sverige Publik: 11 515 Domare: Hubert Siejewicz (Polen) | Solna, Sverige Publik: 11 515 Domare: Hubert Siejewicz (Polen) |
| 19:00   | 19:00        |             |                 |               | Solna, Sverige Publik: 11 515 Domare: Hubert Siejewicz (Polen) | Solna, Sverige Publik: 11 515 Domare: Hubert Siejewicz (Polen) |
| 19:00   | 19:00        |             |                 |               | Solna, Sverige Publik: 11 515 Domare: Hubert Siejewicz (Polen) | Solna, Sverige Publik: 11 515 Domare: Hubert Siejewicz (Polen) |

| Match 2 | 21 juli 2010 | Jeunesse Esch | 0 – 0           | AIK | Stade de la Frontière                                               |                                                                     |
| 17:00   | 17:00        |               | (0 – 0) Rapport |     | Esch-sur-Alzette, Luxemburg Publik: 1 568 Domare: Huw Jones (Wales) | Esch-sur-Alzette, Luxemburg Publik: 1 568 Domare: Huw Jones (Wales) |
| 17:00   | 17:00        |               |                 |     | Esch-sur-Alzette, Luxemburg Publik: 1 568 Domare: Huw Jones (Wales) | Esch-sur-Alzette, Luxemburg Publik: 1 568 Domare: Huw Jones (Wales) |
| 17:00   | 17:00        |               |                 |     | Esch-sur-Alzette, Luxemburg Publik: 1 568 Domare: Huw Jones (Wales) | Esch-sur-Alzette, Luxemburg Publik: 1 568 Domare: Huw Jones (Wales) |

#### Kvalomgång 3
AIK utslagna med sammanlagt 4–0.
| Match 1 | 28 juli 2010 | AIK | 0 – 1                       | Rosenborg BK  | Råsunda stadion                                                    |                                                                    |
| 20:45   | 20:45        |     | (0 – 1) Rapport 1 Rapport 2 | 33′ Henriksen | Solna, Sverige Publik: 16 768 Domare: Thorsten Kinhöfer (Tyskland) | Solna, Sverige Publik: 16 768 Domare: Thorsten Kinhöfer (Tyskland) |
| 20:45   | 20:45        |     |                             |               | Solna, Sverige Publik: 16 768 Domare: Thorsten Kinhöfer (Tyskland) | Solna, Sverige Publik: 16 768 Domare: Thorsten Kinhöfer (Tyskland) |
| 20:45   | 20:45        |     |                             |               | Solna, Sverige Publik: 16 768 Domare: Thorsten Kinhöfer (Tyskland) | Solna, Sverige Publik: 16 768 Domare: Thorsten Kinhöfer (Tyskland) |

| Match 2 | 4 augusti 2010 | Rosenborg BK                     | 3 – 0           | AIK | Lerkendal Stadion                                                            |                                                                              |
| 20:45   | 20:45          | Prica 54′ Demidov 63′ Lustig 75′ | (0 – 0) Rapport |     | Trondheim, Norge Publik: 14 707 Domare: Eduardo Iturralde González (Spanien) | Trondheim, Norge Publik: 14 707 Domare: Eduardo Iturralde González (Spanien) |
| 20:45   | 20:45          |                                  |                 |     | Trondheim, Norge Publik: 14 707 Domare: Eduardo Iturralde González (Spanien) | Trondheim, Norge Publik: 14 707 Domare: Eduardo Iturralde González (Spanien) |
| 20:45   | 20:45          |                                  |                 |     | Trondheim, Norge Publik: 14 707 Domare: Eduardo Iturralde González (Spanien) | Trondheim, Norge Publik: 14 707 Domare: Eduardo Iturralde González (Spanien) |

### Europa League - playoff
AIK utslagna med sammanlagt 2–1.
| Match 1 | 19 augusti 2010 | AIK | 0 – 0           | Levski Sofia | Råsunda stadion                                                |                                                                |
| 19:00   | 19:00           |     | (0 – 0) Rapport |              | Solna, Sverige Publik: 8 212 Domare: Pavel Královec (Tjeckien) | Solna, Sverige Publik: 8 212 Domare: Pavel Královec (Tjeckien) |
| 19:00   | 19:00           |     |                 |              | Solna, Sverige Publik: 8 212 Domare: Pavel Královec (Tjeckien) | Solna, Sverige Publik: 8 212 Domare: Pavel Královec (Tjeckien) |
| 19:00   | 19:00           |     |                 |              | Solna, Sverige Publik: 8 212 Domare: Pavel Královec (Tjeckien) | Solna, Sverige Publik: 8 212 Domare: Pavel Královec (Tjeckien) |

| Match 2 | 26 augusti 2010 | Levski Sofia             | 2 – 1           | AIK         | Georgi Asparuhov Stadium                                          |                                                                   |
| 20:30   | 20:30           | Mladenov 49′ Dembélé 51′ | (0 – 1) Rapport | 11′ Bangura | Sofia, Bulgarien Publik: 23 000 Domare: Viktor Shvetsov (Ukraina) | Sofia, Bulgarien Publik: 23 000 Domare: Viktor Shvetsov (Ukraina) |
| 20:30   | 20:30           |                          |                 |             | Sofia, Bulgarien Publik: 23 000 Domare: Viktor Shvetsov (Ukraina) | Sofia, Bulgarien Publik: 23 000 Domare: Viktor Shvetsov (Ukraina) |
| 20:30   | 20:30           |                          |                 |             | Sofia, Bulgarien Publik: 23 000 Domare: Viktor Shvetsov (Ukraina) | Sofia, Bulgarien Publik: 23 000 Domare: Viktor Shvetsov (Ukraina) |

### Träningsmatcher
Allsvenskan 2010 hade ett speluppehåll under sommaren på grund av VM i Sydafrika. Därför spelades det tre träningsmatcher i juni.
| TM    | 21 januari 2010 | Singapore Armed Forces FC | 1 – 1           | AIK       | Choa Chu Kang Stadium                                                         |                                                                               |
| 19:30 | 19:30           | Johansson 10′ (sjm.)      | (1 – 0) Rapport | 67′ Pavey | Choa Chu Kang, Singapore Publik: 2 352 Domare: Abdul Malik Bashir (Singapore) | Choa Chu Kang, Singapore Publik: 2 352 Domare: Abdul Malik Bashir (Singapore) |
| 19:30 | 19:30           |                           |                 |           | Choa Chu Kang, Singapore Publik: 2 352 Domare: Abdul Malik Bashir (Singapore) | Choa Chu Kang, Singapore Publik: 2 352 Domare: Abdul Malik Bashir (Singapore) |
| 19:30 | 19:30           |                           |                 |           | Choa Chu Kang, Singapore Publik: 2 352 Domare: Abdul Malik Bashir (Singapore) | Choa Chu Kang, Singapore Publik: 2 352 Domare: Abdul Malik Bashir (Singapore) |

| TM    | 29 januari 2010 | Rosenborg BK | 1 – 1           | AIK       | Lerkendal Stadion |                  |
| 13:00 | 13:00           | Sellin 2′    | (1 – 0) Rapport | 68′ Pavey | Trondheim, Norge  | Trondheim, Norge |
| 13:00 | 13:00           |              |                 |           | Trondheim, Norge  | Trondheim, Norge |
| 13:00 | 13:00           |              |                 |           | Trondheim, Norge  | Trondheim, Norge |

| TM    | 6 februari 2010 | AIK                          | 2 – 2           | IFK Norrköping       | Skytteholms IP                                              |                                                             |
| 14:00 | 14:00           | Engblom 43′ Ortíz 46′ (str.) | (1 – 1) Rapport | 16′ Telo 81′ Bamberg | Solna, Sverige Publik: 3 587 Domare: Dragan Banjac (Handen) | Solna, Sverige Publik: 3 587 Domare: Dragan Banjac (Handen) |
| 14:00 | 14:00           |                              |                 |                      | Solna, Sverige Publik: 3 587 Domare: Dragan Banjac (Handen) | Solna, Sverige Publik: 3 587 Domare: Dragan Banjac (Handen) |
| 14:00 | 14:00           |                              |                 |                      | Solna, Sverige Publik: 3 587 Domare: Dragan Banjac (Handen) | Solna, Sverige Publik: 3 587 Domare: Dragan Banjac (Handen) |

| TM    | 12 februari 2010 | Örebro SK  | 1 – 2           | AIK                  | Wallsport Areena   |                    |
| 20:00 | 20:00            | Gerzić 20′ | (1 – 0) Rapport | 62′ Atta 87′ Engblom | Östermyra, Finland | Östermyra, Finland |
| 20:00 | 20:00            |            |                 |                      | Östermyra, Finland | Östermyra, Finland |
| 20:00 | 20:00            |            |                 |                      | Östermyra, Finland | Östermyra, Finland |

| TM    | 14 februari 2010 | HJK Helsingfors      | 2 – 1           | AIK        | Wallsport Areena   |                    |
| 15:00 | 15:00            | Ojala 32′ Pelvas 43′ | (2 – 0) Rapport | 83′ Burgič | Östermyra, Finland | Östermyra, Finland |
| 15:00 | 15:00            |                      |                 |            | Östermyra, Finland | Östermyra, Finland |
| 15:00 | 15:00            |                      |                 |            | Östermyra, Finland | Östermyra, Finland |

| TM    | 20 februari 2010 | AIK       | 1 – 3           | Kalmar FF               | Bosöns träningsanläggning    |                              |
| 14:00 | 14:00            | Pavey 26′ | (1 – 2) Rapport | 4′, 7′ Mendes 70′ Dauda | Lidingö, Sverige Publik: 150 | Lidingö, Sverige Publik: 150 |
| 14:00 | 14:00            |           |                 |                         | Lidingö, Sverige Publik: 150 | Lidingö, Sverige Publik: 150 |
| 14:00 | 14:00            |           |                 |                         | Lidingö, Sverige Publik: 150 | Lidingö, Sverige Publik: 150 |

| TM    | 23 februari 2010 | Vasalunds IF | Inställd | AIK | Skytteholms IP |                |
| 15:45 | 15:45            |              | Rapport  |     | Solna, Sverige | Solna, Sverige |
| 15:45 | 15:45            |              |          |     | Solna, Sverige | Solna, Sverige |
| 15:45 | 15:45            |              |          |     | Solna, Sverige | Solna, Sverige |

| TM    | 27 februari 2010 | AIK                       | 2 – 1           | FC Flora     | Skytteholms IP               |                              |
| 13:00 | 13:00            | Tjernström 43′ Burgič 48′ | (1 – 0) Rapport | 73′ Minkenen | Solna, Sverige Publik: 1 432 | Solna, Sverige Publik: 1 432 |
| 13:00 | 13:00            |                           |                 |              | Solna, Sverige Publik: 1 432 | Solna, Sverige Publik: 1 432 |
| 13:00 | 13:00            |                           |                 |              | Solna, Sverige Publik: 1 432 | Solna, Sverige Publik: 1 432 |

| TM    | 3 mars 2010 | AIK                      | 2 – 0           | Syrianska FC | Skytteholms IP             |                            |
| 19:00 | 19:00       | Santana 35′ Eriksson 44′ | (2 – 0) Rapport |              | Solna, Sverige Publik: 632 | Solna, Sverige Publik: 632 |
| 19:00 | 19:00       |                          |                 |              | Solna, Sverige Publik: 632 | Solna, Sverige Publik: 632 |
| 19:00 | 19:00       |                          |                 |              | Solna, Sverige Publik: 632 | Solna, Sverige Publik: 632 |

| TM    | 16 juni 2010 | FK Baumit Jablonec    | 2 – 0           | AIK | Okänd arena                              |                                          |
| 17:00 | 17:00        | Loučka 66′ Lafata 74′ | (0 – 0) Rapport |     | Jablonec nad Nisou, Tjeckien Publik: 200 | Jablonec nad Nisou, Tjeckien Publik: 200 |
| 17:00 | 17:00        |                       |                 |     | Jablonec nad Nisou, Tjeckien Publik: 200 | Jablonec nad Nisou, Tjeckien Publik: 200 |
| 17:00 | 17:00        |                       |                 |     | Jablonec nad Nisou, Tjeckien Publik: 200 | Jablonec nad Nisou, Tjeckien Publik: 200 |

| TM    | 19 juni 2010 | FC Hradec Králové   | 1 – 3           | AIK                                     | Připravený stadion                        |                                           |
| 15:00 | 15:00        | Kocourek 25′ (str.) | (1 – 1) Rapport | 13′ Ljubojević 56′ Engblom 80′ Lundberg | Opatovice nad Labem, Tjeckien Publik: 758 | Opatovice nad Labem, Tjeckien Publik: 758 |
| 15:00 | 15:00        |                     |                 |                                         | Opatovice nad Labem, Tjeckien Publik: 758 | Opatovice nad Labem, Tjeckien Publik: 758 |
| 15:00 | 15:00        |                     |                 |                                         | Opatovice nad Labem, Tjeckien Publik: 758 | Opatovice nad Labem, Tjeckien Publik: 758 |

| TM    | 29 juni 2010 | Brøndby IF | 0 – 1           | AIK            | Brøndby Stadion                |                                |
| 17:00 | 17:00        |            | (0 – 0) Rapport | 83′ Gustavsson | Brøndby, Danmark Publik: 1 000 | Brøndby, Danmark Publik: 1 000 |
| 17:00 | 17:00        |            |                 |                | Brøndby, Danmark Publik: 1 000 | Brøndby, Danmark Publik: 1 000 |
| 17:00 | 17:00        |            |                 |                | Brøndby, Danmark Publik: 1 000 | Brøndby, Danmark Publik: 1 000 |